# Бета-функция
В математиката, бета-функцията (Β), наричана също и Ойлеров интеграл от първи род, е специална функция, определяна чрез
{\displaystyle \mathrm {B} (x,y)=\int _{0}^{1}t^{x-1}(1-t)^{y-1}\,dt}
за Re x > 0, Re y > 0.
Бета-функцията е изучавана от Ойлер и Льожандър, а името ѝ е дадено от Жак Бине.

## Свойства
Бета-функцията е симетрична, което ще рече, че
{\displaystyle \mathrm {B} (x,y)=\mathrm {B} (y,x).}
Ключово свойство на тази функция е връзката ѝ с гама-функцията.
{\displaystyle \mathrm {B} (x,y)={\frac {\Gamma (x)\,\Gamma (y)}{\Gamma (x+y)}}.}
Когато x и y са положителни цели числа, от определението на гама-функцията Γ следва, че:
{\displaystyle {\begin{aligned}\mathrm {B} (x,y)&={\dfrac {(x-1)!\,(y-1)!}{(x+y-1)!}}\\[6pt]\mathrm {B} (x,y)&=2\int _{0}^{\pi /2}(\sin \theta )^{2x-1}(\cos \theta )^{2y-1}\,d\theta ,&&\operatorname {Re} (x)>0,\ \operatorname {Re} (y)>0\\[6pt]\mathrm {B} (x,y)&=\int _{0}^{\infty }{\frac {t^{x-1}}{(1+t)^{x+y}}}\,dt,&&\operatorname {Re} (x)>0,\ \operatorname {Re} (y)>0\\[6pt]\mathrm {B} (x,y)&=n\int _{0}^{1}t^{nx-1}(1-t^{n})^{y-1}\,dt,&&\operatorname {Re} (x)>0,\ \operatorname {Re} (y)>0,\ n>0\\[6pt]\mathrm {B} (x,y)&=\sum _{n=0}^{\infty }{\frac {\binom {n-y}{n}}{x+n}},\\[6pt]\mathrm {B} (x,y)&={\frac {x+y}{xy}}\prod _{n=1}^{\infty }\left(1+{\dfrac {xy}{n(x+y+n)}}\right)^{-1},\end{aligned}}}
Бета-функцията удовлетворява няколко интересни тъждества, включително:
{\displaystyle {\begin{aligned}\mathrm {B} (x,y)&=\mathrm {B} (x,y+1)+\mathrm {B} (x+1,y)\\[6pt]\mathrm {B} (x+1,y)&=\mathrm {B} (x,y)\cdot {\dfrac {x}{x+y}}\\[6pt]\mathrm {B} (x,y+1)&=\mathrm {B} (x,y)\cdot {\dfrac {y}{x+y}}\\[6pt]\mathrm {B} (x,y)&\cdot \left(t\mapsto t_{+}^{x+y-1}\right)={\Big (}t\to t_{+}^{x-1}{\Big )}*{\Big (}t\to t_{+}^{y-1}{\Big )}&&x\geq 1,y\geq 1,\\[6pt]\mathrm {B} (x,y)&\cdot \mathrm {B} (x+y,1-y)={\frac {\pi }{x\sin(\pi y)}}\\[6pt]\mathrm {B} (x,1-x)&={\dfrac {\pi }{\sin(\pi x)}}\\[6pt]\mathrm {B} (1,x)&={\dfrac {1}{x}}\end{aligned}}}
където t ↦ tx
+ е прекъсната степенна функция, а звездичката обозначава конволюция.
Най-долното тъждество по-горе показва в частност, че Γ(1 / 2) = √π. Някои от тези тъждества, например тригонометричната формула, могат да се приложат при извеждането на обема на n-елипсоида в Декартови координати.
Ойлеровият интеграл за бета-функцията може да се преобразува в интеграл по контур на Покхамер C както следва:
{\displaystyle \left(1-e^{2\pi i\alpha }\right)\left(1-e^{2\pi i\beta }\right)\mathrm {B} (\alpha ,\beta )=\int _{C}t^{\alpha -1}(1-t)^{\beta -1}\,dt.}
Този интеграл е сходящ за всички стойности на α и β и така предоставя аналитично продължение на бета-функцията.
Както гама-функцията за цели числа описва факториелите, бета-функцията може да определя биномен коефициент, след като се нагодят индексите:
{\displaystyle {\binom {n}{k}}={\frac {1}{(n+1)\mathrm {B} (n-k+1,k+1)}}.}
Освен това, за цяло число n, Β може да приеме такъв коефициент, че да дава затворена форма, функция на интерполация за непрекъснати стойности на k:
{\displaystyle {\binom {n}{k}}=(-1)^{n}\,n!\cdot {\frac {\sin(\pi k)}{\pi \displaystyle \prod _{i=0}^{n}(k-i)}}.}
Бета-функцията е първата позната матрица на разсейване в струнната теория, което е предположено за пръв път от Габриеле Венециано.

## Връзка с гама-функцията
За да се изведе интегралното представяне на бета-функцията, произведението на двата факториела трябва да бъде записано като
{\displaystyle {\begin{aligned}\Gamma (x)\Gamma (y)&=\int _{u=0}^{\infty }\ e^{-u}u^{x-1}\,du\cdot \int _{v=0}^{\infty }\ e^{-v}v^{y-1}\,dv\\[6pt]&=\int _{v=0}^{\infty }\int _{u=0}^{\infty }\ e^{-u-v}u^{x-1}v^{y-1}\,du\,dv.\end{aligned}}}
Променянето на променливите u = f(z,t) = zt и v = g(z,t) = z(1 − t) показва, че
{\displaystyle {\begin{aligned}\Gamma (x)\Gamma (y)&=\int _{z=0}^{\infty }\int _{t=0}^{1}e^{-z}(zt)^{x-1}(z(1-t))^{y-1}{\big |}J(z,t){\big |}\,dt\,dz\\[6pt]&=\int _{z=0}^{\infty }\int _{t=0}^{1}e^{-z}(zt)^{x-1}(z(1-t))^{y-1}z\,dt\,dz\\[6pt]&=\int _{z=0}^{\infty }e^{-z}z^{x+y-1}\,dz\cdot \int _{t=0}^{1}t^{x-1}(1-t)^{y-1}\,dt\\&=\Gamma (x+y)\,\mathrm {B} (x,y),\end{aligned}}}
където |J(z,t)| е абсолютната стойност на детерминантата на матрицата на Якоби за u = f(z,t) и v = g(z,t).
Това тъждество може да бъде разгледано и като частен случай на тъждеството за интеграл от конволюция. Имайки дадени
{\displaystyle {\begin{aligned}f(u)&:=e^{-u}u^{x-1}1_{\mathbb {R} _{+}}\\g(u)&:=e^{-u}u^{y-1}1_{\mathbb {R} _{+}},\end{aligned}}}
се получава:
{\displaystyle \Gamma (x)\Gamma (y)=\int _{\mathbb {R} }f(u)\,du\cdot \int _{\mathbb {R} }g(u)\,du=\int _{\mathbb {R} }(f*g)(u)\,du=\mathrm {B} (x,y)\,\Gamma (x+y).}

## Производни
Имаме
{\displaystyle {\frac {\partial }{\partial x}}\mathrm {B} (x,y)=\mathrm {B} (x,y)\left({\frac {\Gamma '(x)}{\Gamma (x)}}-{\frac {\Gamma '(x+y)}{\Gamma (x+y)}}\right)=\mathrm {B} (x,y){\big (}\psi (x)-\psi (x+y){\big )},}
където ψ(x) е дигама-функция.

## Приближение
Формулата на Стърлинг дава асимптотичната формула
{\displaystyle \mathrm {B} (x,y)\sim {\sqrt {2\pi }}{\frac {x^{x-1/2}y^{y-1/2}}{({x+y})^{x+y-1/2}}}}
за големи x и y. Ако x е голямо, но y е точно определено, тогава
{\displaystyle \mathrm {B} (x,y)\sim \Gamma (y)\,x^{-y}.}